# Межгривный
Межгри́вный — посёлок в Чановском районе Новосибирской области. Входит в состав Погорельского сельсовета.

## География
Площадь посёлка — 51 гектар.

## История
В 1976 году указом Президиума Верховного Совета РСФСР посёлок фермы № 2 совхоза «Речной» переименован в Межгривный.

## Население
| 2002 | 2007 | 2010 |
| ---- | ---- | ---- |
| 257  | ↘224 | ↘187 |

## Инфраструктура
В посёлке по данным на 2007 год функционируют 1 учреждение здравоохранения и 1 учреждение образования.